# Кладно
Кладно (чеськ. Kladno) — найбільше місто Середньочеського краю Чехії. Адміністративний центр однойменного округу. Кладно є 13 місто за кількістю населення в Чехії.

## Історія
- 1318 — перша згадка про Кладно.
- 1561 — надано статус містечка, яке надавало можливість проводити два ярмарки на рік та щотижневого ринку.
- 1814 — мешкає приблизно 650 чоловік, які в основному займаються сільським господарством та вирубкою лісу.
- 1830 — збудована кінно-залізнична дорога. По ній перевозили девевину та деревне вугілля до Праги.
- 1842 — виявлені поклади високоякісного кам'яного вугілля.
- 1850 — збудована перша шахта.
- 1855 — збудована перша доменна піч. Населення постійно збільшується. Місто стає одним з перших осередків робітничого та соціал-демократичного руху.
- 1889 — почав діяти металургічний комбінат «Польді». За часів соціалістичної Чехословаччини називався СОНП (чеськ. SONP, дослівно «Об'єднання національних сталеливарних підприємств»).

## Промисловість
В кінці 20-го століття «Польді» перебував на грані банкрутства. Рівень безробіття у місті досягав 11 відсотків. Завдяки енергійним заходам, з 2005 року, екомонічна ситуація у Кладно поліпшилася.
Найбільші підприємства міста:
- LEGO — за межами Данії єдиний завод компанії.
- Sagem — виробництво телефонів мобільного зв'язку.
- Showa Aluminium — виробництво автомобільних кондіціонерів.
- Металургійне виробництво працює, в основному, за індивідуальними замовленнями, виробляючи дрібносерійну, але високоякісну продукцію (наприклад, сталеві хірургічні інструменти та вали суднових двигунів і турбін).

## Визначні пам'ятки
- Замок 18 століття, збудований у стилі бароко (нині — краєзнавчий музей)
- Чумний стовп.
- Ратуша — побудована в стилі неоренесансу (1898 рік).
- Площа мера Павла.
- Поблизу Кладно знаходиться музей жертвам фашизму Лідіце (1945 рік).

## Спорт
У місті є футбольний та два зимових стадіони, закритий басейн з аквапарком і легкоатлетичний манеж. Велика кількість спортивних майданчиків та тенісних кортів.
З 2007 року проводиться щорічний легкоатлетичний турнір «TNT - Fortuna Meeting», який входить до елітної серії ІААФ.
Хокейний клуб «Кладно» був найсильнішим у країні у другій половині 70-х років двадцятого століття. В 1977 році виграв кубок європейських чемпіонів. 

## Міста-побратими
- Белв'ю (Вашингтон)
- Аахен (Північний Рейн-Вестфалія)
- Вітрі-сюр-Сен (Іль-де-Франс)

## Галерея

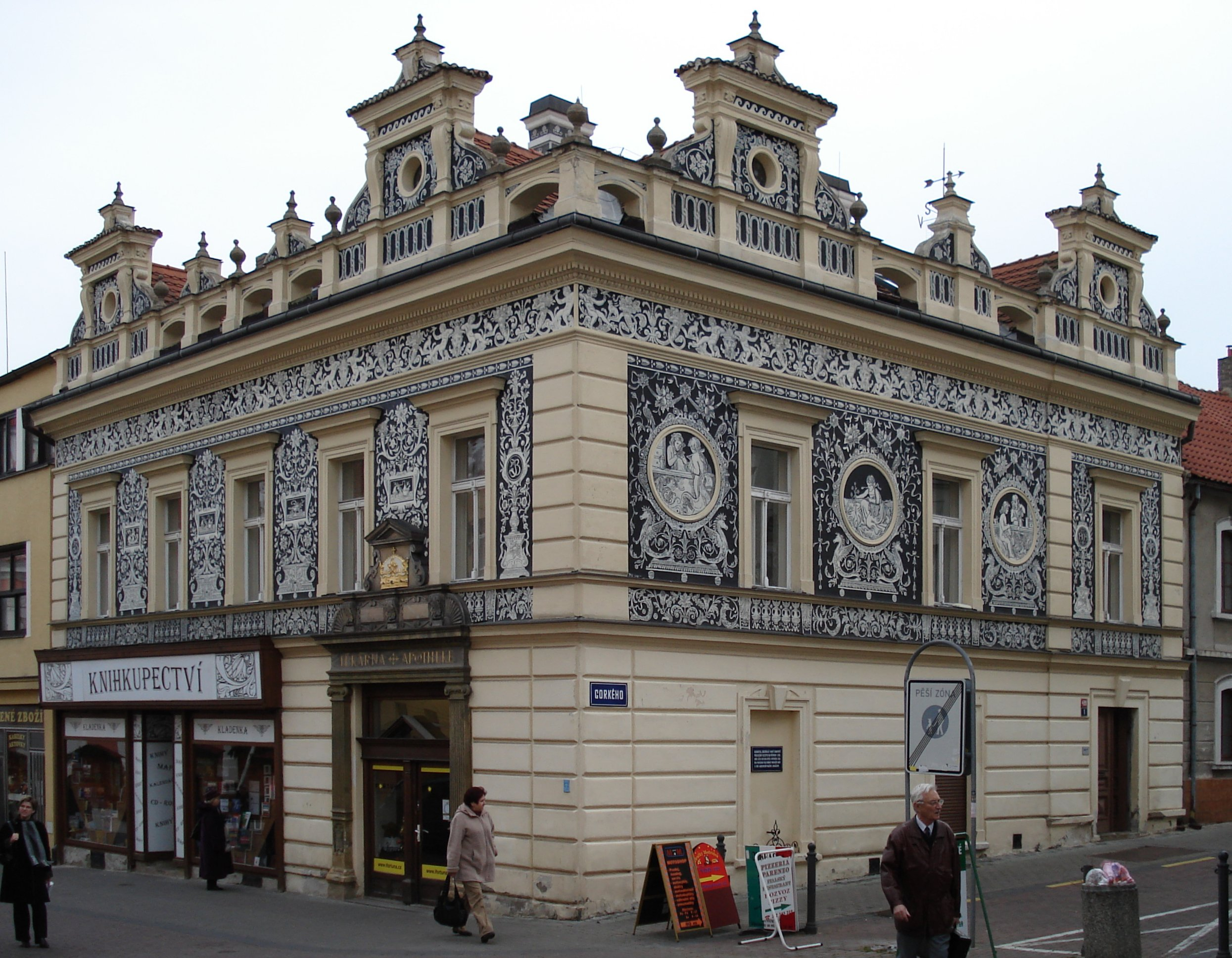
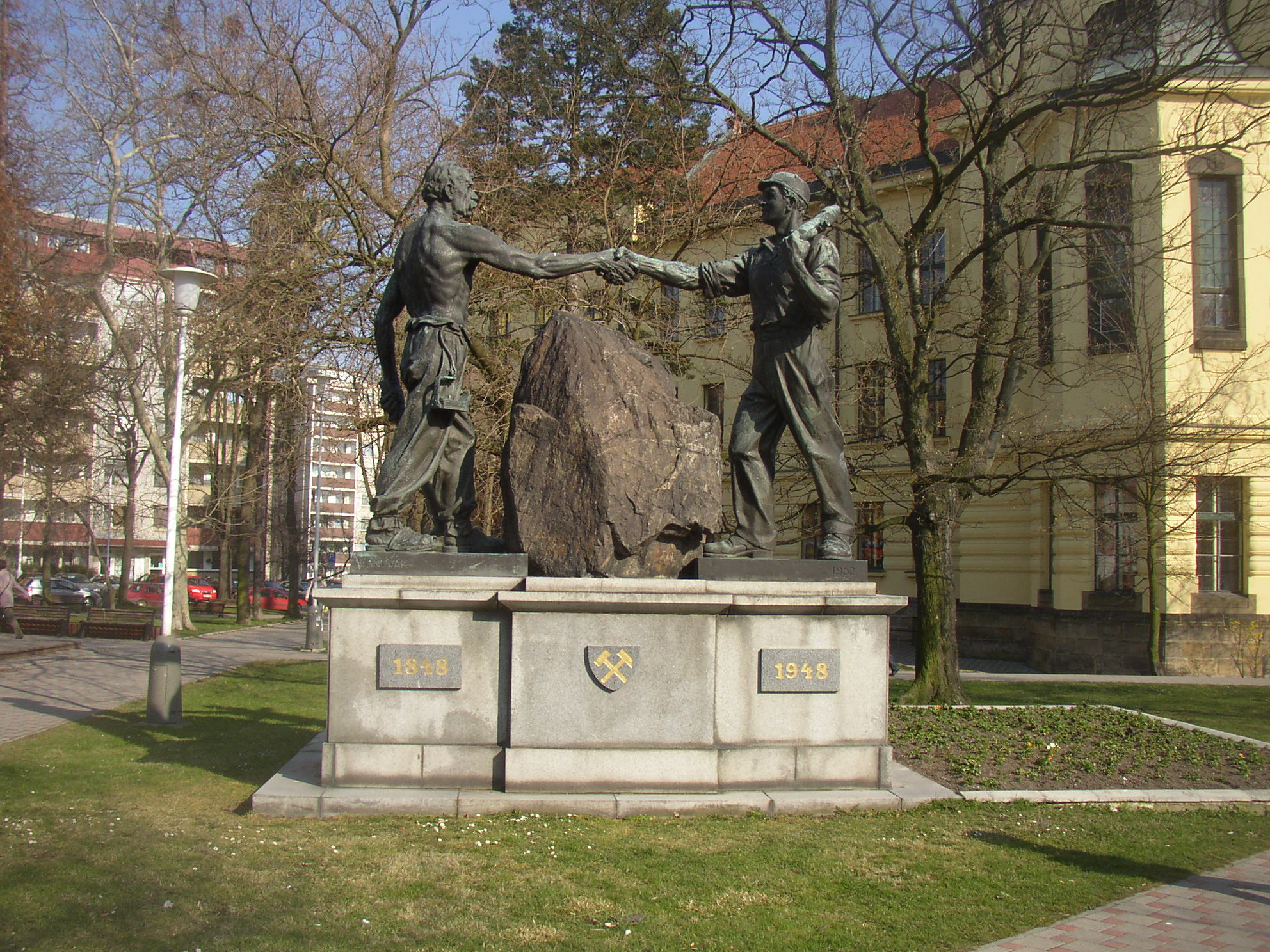
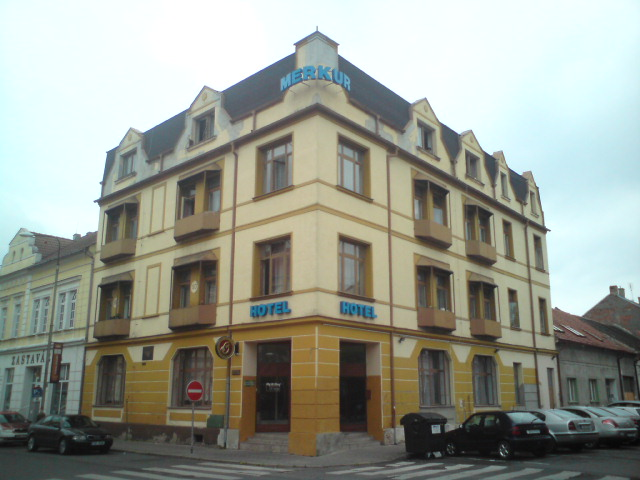
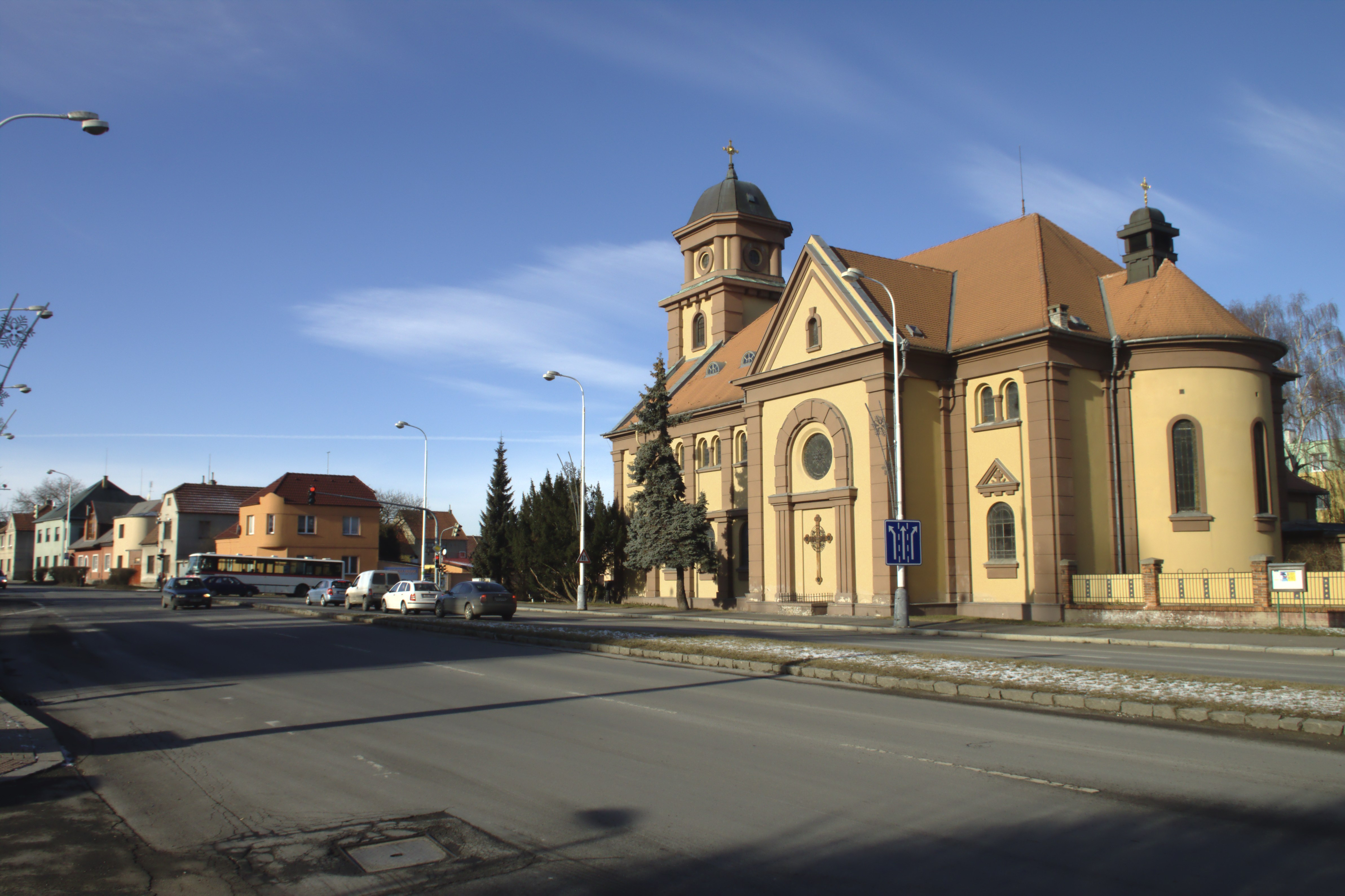
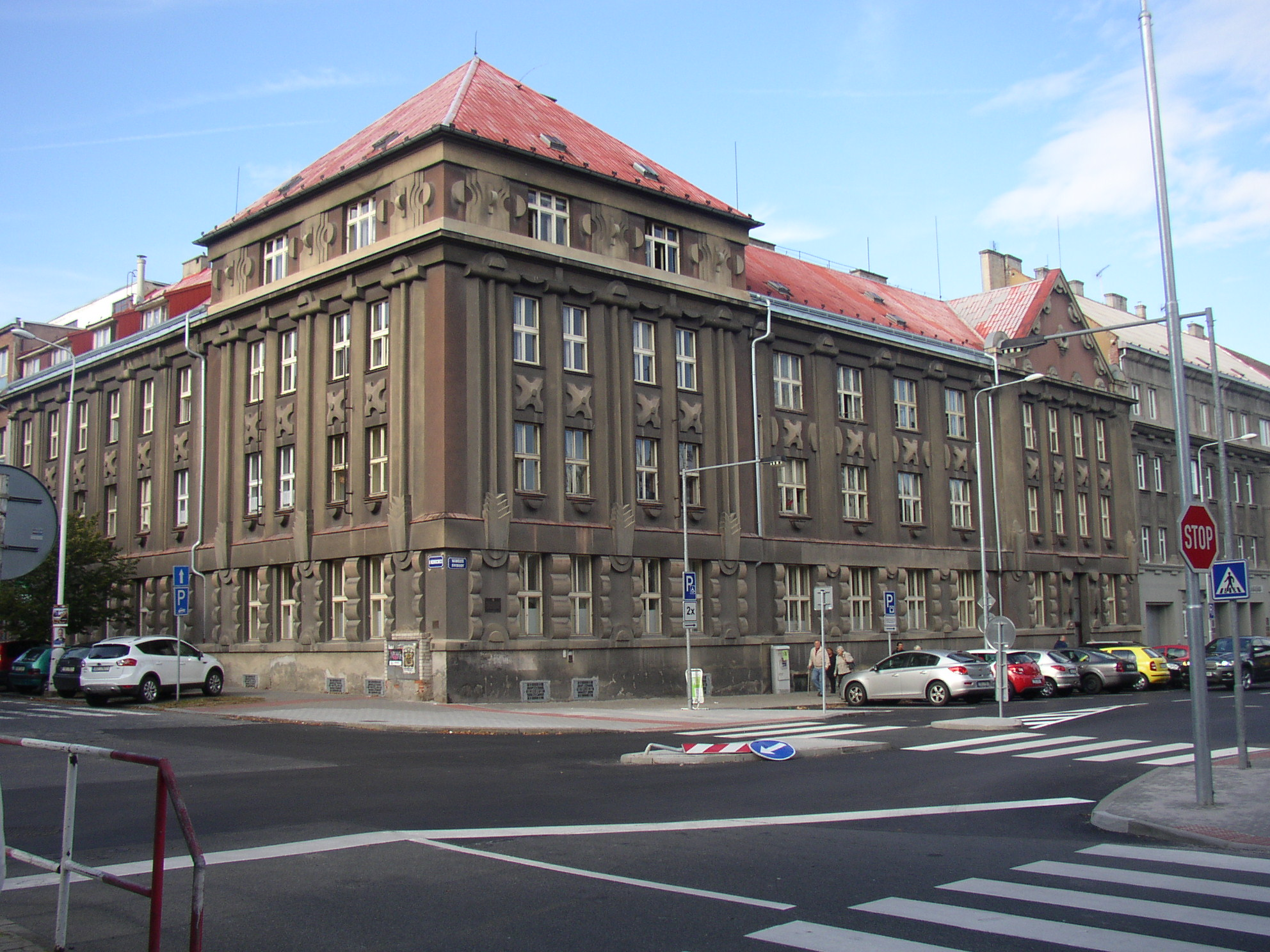

## Видатні уродженці міста
- Гуго Антон Фішер (1854-1916) — американський художник-пейзажист.[3]
- Вацлав Сук (1861-1933) — російський та радянський диригент.[4]
- Антон Чермак (1873-1933) — американський політичний діяч, мер Чикаго (1931-1933).[5]
- Зденек Мілер (1921-2011) — чеський художник-аніматор.[6]
- Ота Павел (1930-1973) — чеський письменник, журналіст і спортивний репортер.[7]
- Їржі Дінстбір (1941-2011) — дисидент, політичний діяч, міністр закордонних справ Чехословаччини (1989-1992).[8]
- Петр Пітгарт (1941) — політичний діяч, голова Сенату Чехії (1996-1998, 2000-2004).[9]
- Властіміл Горт (1944) — чехословацький та німецький шахіст, гросмейстер.[10]
- Франтішек Каберле (1951) — чехословацький хокеїст, чемпіон світу.
- Ян Сухопарек (1969) — чеський футболіст.[11]
- Яромір Ягр (1972) — чеський хокеїст, олімпійський чемпіон.
- Франтішек Каберле (1973) — чеський хокеїст, чемпіон світу.[12]